# Omutninsk
Omutninsk (ros. Омутнинск) – miasto w Rosji, centrum administracyjne rejonu otmuninskiego w obwodzie kirwoskim. Zamieszkuje je 22,8 tys. mieszkańców. Miasto jest położone w północno-wschodniej części obwodu kirowskiego, nad rzeką Omutnaja (dopływ Wiatki).
W mieście działa huta, zakłady przemysłu drzewnego i spożywczego. W Omutninsku znajduje się stacja kolejowa Stalnaja.
Omutninsk powstał jako osada przy wybudowanej w 1773 r., przez podpułkownika Osokina, przy rzece Omutnaja odlewni żelaza. Od nazwiska tego oficera pochodziła pierwotna nazwa osady Osokino. Wkrótce jednak przyjęła się nazwa pochodząca od rzeki Omutninskij Zawod. Miejscowość otrzymała prawa miejskie w 1921 r.

## Znani ludzie urodzeni w Omutninsku
- Jurij Skobow – rosyjski biegacz narciarski reprezentujący Związek Radziecki, dwukrotny olimpijczyk, złoty medalista olimpijski w biegu sztafetowym 4x10 km z Sapporo oraz srebrny medalista mistrzostw świata w Falun w tej samej konkurencji.